# ماكارينا غارسيا
ماكارينا غارسيا (بالإسبانية: Macarena García)‏ (و. 1988 – م) هي ممثلة من إسبانيا . ولدت في مدريد .

## جوائز وترشيحات
حصلت على جوائز منها:
- Goya Award for Best New Actress [الإنجليزية]‏، عن عمل:سنو وايت (2013).

ترشحت لـ:
- Goya Award for Best New Actress، عن عمل:سنو وايت (2013).

## روابط خارجية
- ماكارينا غارسيا على موقع IMDb (الإنجليزية)
- ماكارينا غارسيا على موقع قاعدة بيانات الأفلام العربية
- ماكارينا غارسيا على موقع ألو سيني (الفرنسية)
- ماكارينا غارسيا على موقع ميوزك برينز (الإنجليزية)
- ماكارينا غارسيا على موقع أول موفي (الإنجليزية)
- ماكارينا غارسيا على موقع قاعدة بيانات الفيلم (الإنجليزية)
- ماكارينا غارسيا على موقع كينوبويسك (الروسية)